# Andrés Alcántara
Andrés Alcántara Prieto, detto Andresito (Cordova, 24 marzo 1991), è un giocatore di calcio a 5 spagnolo, campione europeo con la Nazionale spagnola nel 2016.

## Carriera
Agli europei del 2016 segna un gol contro l'Ungheria durante la fase a gironi.

## Palmarès
- Supercoppa di Spagna: 1
ElPozo Murcia: 2016
- Coppa del Re: 1
ElPozo Murcia: 2016-17